# Tanya Waqanika
Tanya Waqanika es una abogada fiyiana y miembro del Parlamento de Fiyi.

## Biografía
Waqanika proviene del pueblo de Natumua, en la Isla de Kadavu, Fiyi. Estudió derecho en la Universidad Bond en Australia y obtuvo una Maestría en Administración de Empresas en la Universidad del Pacífico Sur en Fiyi.

## Carrera
Es miembro del Colegio de Abogados del Tribunal Supremo de Nueva Gales del Sur y del Tribunal Superior de Fiyi. Waqanika comenzó a trabajar en 1997 como Oficial Legal en la Unidad de Análisis de Políticas del Primer Ministro de Fiyi. En 1998 se trasladó a la Autoridad de Aduanas e Ingresos antes de aceptar un trabajo en el Ayuntamiento de Suva como abogada y gerente legal. En 2007 fue nombrada directora legal de Fiji Television Limited, donde posteriormente ocupó otros cargos. En 2014 fue despedida de la compañía de televisión, al mismo tiempo que su directora ejecutiva, como resultado de desacuerdos sobre los derechos de televisión de los partidos internacionales de rugby, que estaban relacionados con la extensión de la licencia de operación de Fiji TV por parte del gobierno. Después de su despido, estableció su propio bufete de abogados.

## Vida política
Waqanika fue candidata en las elecciones de 2018 en Fiyi pero no resultó elegida. En 2019, fue nominada por el Partido Liberal Socialdemócrata para ser presidenta del parlamento, pero Epeli Nailatikau la derrotó por 30 votos contra 21. En diciembre de 2020, tras la renuncia al Parlamento del ex primer ministro Sitiveni Rabuka, tras haber perdido el liderazgo del partido, Waqanika asumió su cargo en el parlamento como candidata que más votos había recibido en 2018. Su nombramiento elevó la representación de mujeres en el parlamento de Fiyi a más del 20%.